# Kamila Kajak
Kamila Kajak-Mosejcuk (ur. 2 sierpnia 1984) – polska tancerka i osobowość medialna. Reprezentuje najwyższą międzynarodową klasę taneczną „S” w tańcach latynoamerykańskich i standardowych.

## Życiorys
Zaczęła trenować taniec towarzyski w wieku 10 lat. Jednym z jej pierwszych partnerów tanecznych był Michał Orłowski. W latach 2001–2005 trenowała z Rafałem Maserakiem, z którym zajęła czwarte miejsce na Mistrzostwach Polski w Tańcach Latynoamerykańskich w 2002 i wystąpiła na najważniejszych turniejach tańca w Europie, m.in. na Blackpool Dance Festival w Blackpool. W latach 2006–2008 tańczyła z Łukaszem Czarneckim, z którym zwyciężyła w finale Turnieju Tańca o Puchar prof. Mariana Wieczystego i wzięła udział w Blackpool Dance Festival. Od 12 stycznia 2009 tańczy z Andriejem Mosejcukiem, z którym w 2009 zajęła trzecie miejsce na Blackpool Dance Festival w kategorii Professional Rising Star Latin i zwyciężyła w Otwartych Mistrzostwach Niemiec.
W 2005 zadebiutowała jako trenerka tańca w programie rozrywkowym TVN Taniec z gwiazdami. Dwukrotnie zwyciężyła w finale programu: wiosną 2005 w pierwszej edycji z prezenterem Olivierem Janiakiem, a wiosną 2007 w piątej edycji z aktorem Krzysztofem Tyńcem. W kolejnych edycjach partnerowała: politykowi Krzysztofowi Bosakowi (jesień 2007), aktorom: Tomaszowi Schimscheinerowi (wiosna 2008) i Markowi Włodarczykowi (jesień 2008) oraz piosenkarzowi Jayowi Delano (wiosna 2009). W 2014 wystąpiła w parze z aktorem Antonim Królikowskim w pierwszej edycji programu rozrywkowego Polsatu Dancing with the Stars. Taniec z gwiazdami, a w kolejnych latach pracowała przy programie jako pomoc choreograficzna dla uczestników.
Prowadzi dwie szkoły tańca „Polish Club” w Warszawie. Jest organizatorką turnieju tańca Polish Dance Festival.

## Życie prywatne
Była związana z tancerzami Rafałem Maserakiem i Łukaszem Czarneckim. 17 lipca 2011 poślubiła tancerza Andreja Mosejcuka, z którym ma córkę Orianę (ur. 2015).